# Ein einfacher Plan
Ein einfacher Plan (Originaltitel A Simple Plan) ist ein Spielfilm des Regisseurs Sam Raimi aus dem Jahr 1998. Er basiert auf dem gleichnamigen Roman von Scott B. Smith.

## Handlung
Zu Beginn des Films erinnert sich die Hauptfigur Hank daran, dass sie vor den verhängnisvollen Ereignissen, die im Folgenden geschildert werden, ein glückliches Leben geführt habe. Der studierte Betriebswirt arbeitet als Finanzbuchhalter einer Futtermühle in einer ländlichen Gegend in Minnesota. Er hat ein Haus und ist mit der schönen Bibliothekarin Sarah verheiratet, die ein Kind erwartet.
Hank fährt im Winter mit seinem einfältigen Bruder Jacob zum Grab des Vaters, um an dessen Todestag zu beten. Mit dabei ist Jacobs ungehobelter Freund Lou, den Hank nicht mag. Als sie wegen eines vorbeilaufenden Fuchses einen Unfall haben, beschließen Jacob und Lou, diesem bis ins Naturschutzgebiet zu folgen und aus Rache zu erlegen.
Dort stoßen die drei zufällig auf ein abgestürztes Sportflugzeug. In der fast völlig zugeschneiten Maschine finden sie neben dem toten Piloten eine Tasche mit 4,4 Millionen Dollar in 100-$-Banknoten. Lou und Jacob wollen das Geld behalten. Hank hat moralische Vorbehalte und sieht das Risiko einer eventuellen Strafverfolgung nach Entdeckung des Wracks durch die Behörden. Schließlich lässt er sich von den beiden überreden, besteht aber auf folgendem Plan: Die Tasche wird bis zur Schneeschmelze im Frühling versteckt, das Geld wird bis dahin nicht angerührt. Wenn dann niemand nach dem Geld sucht, teilen sie es untereinander auf. Dem zufällig vorbeifahrenden Sheriff berichtet Jacob allerdings kurz darauf aus Dummheit, dass er Flugzeuggeräusche gehört habe.
Auf Drängen von Sarah kehren Hank und Jacob am nächsten Tag zur Unglücksstelle zurück, um 500.000 Dollar dort zurückzulassen, da nach ihrer Logik niemand Fragen stellen wird, wenn wenigstens ein Teil des Geldes noch dort ist. Jacob, der Wache steht, während Hank das Geld im Flugzeug deponiert, wird dabei von Pederson, dem Friseur der Stadt, überrascht. Jacob schlägt Pederson in Panik nieder. Hank will die vermeintliche Leiche entsorgen, doch Pederson kommt wieder zu Bewusstsein. Hank ermordet ihn daraufhin, um keinen Verdacht auf sich zu lenken, indem er ihn erstickt. Hank lässt Pedersons Tod wie einen selbst verschuldeten Verkehrsunfall aussehen. Zwischenzeitig entdeckt Sarah einen Zeitungsartikel, wonach die 4,4 Millionen $ Lösegeld aus einer Entführung sind.
Durch den einfältigen Jacob erfährt Lou von diesem Mord und möchte Hank damit erpressen. Sarah hingegen überzeugt Hank davon, Lou mithilfe von Jacob abzufüllen und ihn im alkoholisierten Zustand dazu zu bringen, ein falsches Geständnis abzulegen, um es auf Band aufzunehmen. Nach einer durchzechten Nacht kommt es zum Streit zwischen den beiden, als Lou klar wird, was die beiden vorhaben; Jacob erschießt Lou, weil dieser Hank bedroht, und Hank tötet anschließend dessen Ehefrau in Notwehr. Danach lassen sie es wie einen Ehestreit aussehen, und die Polizei glaubt ihnen.
Mittlerweile trifft der vermeintliche FBI-Agent Baxter in der Kleinstadt ein, der das angeblich von einem Geldtransporter-Überfall stammende Geld sucht und von Hank zur Absturzstelle im Wald geführt werden möchte. Sarah hat mittlerweile aber herausgefunden, dass das FBI keinen Beamten mit diesem Namen führt und Baxter womöglich einer der Verbrecher ist, denen das Geld abhandengekommen ist. An der Absturzstelle kommt es zu einem Blutbad, als Baxter den Sheriff erschießt, und es Hank gelingt, Baxter zu töten. Der herbeieilende Jacob bittet daraufhin Hank, ihn umzubringen, da er mit dem, was er in den letzten Tagen erlebt habe, nicht mehr weiterleben könne. Erst als Jacob damit droht, sich an Ort und Stelle selbst zu erschießen, erfüllt Hank seine Bitte und tötet seinen Bruder.
Gegenüber dem FBI schiebt Hank alle Schuld an den Morden auf Baxter, muss aber nun erfahren, dass die Seriennummern eines großen Teils der Geldscheine bekannt sind und das FBI nur darauf wartet, dass das Geld ausgegeben wird, um den Dieb zu verhaften. Aus Angst und erfüllt von Schmerz über alles Geschehene verbrennt Hank das gesamte Geld, trotz Sarahs Bitten in seinem Kamin und kehrt als gebrochener Mann in sein altes Leben zurück.

## Kritiken
Ein einfacher Plan erhielt ein sehr gutes Presseecho, was sich auch in den Auswertungen US-amerikanischer Aggregatoren widerspiegelt. So erfasst Rotten Tomatoes größtenteils positive Besprechungen und ordnet den Film dementsprechend als „Zertifiziert Frisch“ ein. Metacritic ermittelt aus den vorliegenden Bewertungen „Allgemeines Kritikerlob“.

„Parabel um Schuld und Sühne, Versuchung und Integrität, getragen von der differenzierten Zeichnung der Hauptfiguren und ihrer darstellerischen Verkörperung. Vordergründig frei von religiöser Metaphorik und Symbolik, zeichnet er psychologisch ambitioniert und phänomenologisch exakt nach, wie es ist, wenn man einer Versuchung erliegt und sich in Schuld verstrickt, die neue Schuld, Mord und Totschlag gebiert.“

„A Simple Plan überzeugt durch Charakterdarstellung, Spannung und eine Handlung, die immer wieder Überraschungen parat hat, ohne dass diese Ereignisse aus der Logik der Geschichte herausfallen würden. Sehenswert also in jeder Hinsicht.“

„Regisseur Raimi und sein Drehbuchautor Scott B. Smith erzählen ihre Geschichte rasch und rücksichtslos, um Platz zu schaffen für die vielen psychologischen Untertöne dieses bemerkenswerten, wenngleich symbolisch überladenen Films (so künden schwarze Krähen ununterbrochen von Unheil).“

## Auszeichnungen
Der Drehbuchautor Scott B. Smith, der seinen eigenen Roman zu einem Drehbuch umschrieb, wurde mit einer Oscarnominierung für das beste Drehbuch belohnt. Billy Bob Thornton wurde als bester Nebendarsteller für zahlreiche Preise nominiert und erhielt mehrere Auszeichnungen.
| Preis                                       | Kategorie                                    | Nominierte         | Resultat                                                          |        |
| ------------------------------------------- | -------------------------------------------- | ------------------ | ----------------------------------------------------------------- | ------ |
| Oscarverleihung 1999                        | Bester Nebendarsteller                       | Billy Bob Thornton | Nominiert                                                         |        |
| Oscarverleihung 1999                        | Bestes Drehbuch                              | Scott Smith        | Nominiert                                                         |        |
| Golden Globe                                | Bester Nebendarsteller                       | Billy Bob Thornton | Nominiert                                                         | [ 10 ] |
| Screen Actors Guild Award                   | Bester Nebendarsteller                       | Billy Bob Thornton | Nominiert                                                         | [ 11 ] |
| Writers Guild of America Award              | Bestes Drehbuch (adaptiert)                  | Scott B. Smith     | Nominiert                                                         | [ 12 ] |
| Boston Society of Film Critics Award        | Bester Nebendarsteller                       | Billy Bob Thornton | Gewonnen                                                          | [ 13 ] |
| Critics’ Choice Awards                      | Bester Nebendarsteller                       | Billy Bob Thornton | Gewonnen                                                          | [ 14 ] |
| Critics’ Choice Awards                      | Bestes Drehbuch (adaptiert)                  | Scott B. Smith     | Gewonnen                                                          | [ 14 ] |
| Chicago Film Critics Association Award      | Bester Nebendarsteller                       | Billy Bob Thornton | Gewonnen                                                          | [ 15 ] |
| USC Scripter Award                          | Bestes Drehbuch (adaptiert)                  | Scott B. Smith     | Nominiert                                                         | [ 16 ] |
| Las Vegas Film Critics Society Award        | Beste Filmmusik                              | Danny Elfman       | Gewonnen                                                          | [ 17 ] |
| Los Angeles Film Critics Association Awards | Bester Nebendarsteller                       | Billy Bob Thornton | Gewonnen zusammen mit Bill Murray, der für Rushmore nominiert war | [ 17 ] |
| National Board of Review Award              | Bestes Drehbuch (adaptiert)                  | Scott B. Smith     | Gewonnen                                                          |        |
| National Board of Review Award              | National Board of Review: Top Ten Films 1998 |                    | Gewonnen                                                          |        |
| Online Film Critics Society Award           | Bestes Drehbuch (adaptiert)                  | Scott B. Smith     | Nominiert                                                         | [ 18 ] |
| Online Film Critics Society Award           | Bester Nebendarsteller                       | Billy Bob Thornton | Gewonnen                                                          | [ 18 ] |